# Hyllested Kirke (Syddjurs Kommune)
 For alternative betydninger, se Hyllested Kirke. (Se også artikler, som begynder med Hyllested Kirke)
Hyllested Kirke er beliggende i Hyllested i Syddjurs Kommune. Kirken nævnes første gang i 1183 som Hildestat.
Kirken har kalkmalerier, der tilskrives Brarupmesteren.

## Eksterne kilder og henvisninger
- Wikimedia Commons har flere filer relateret til Hyllested Kirke
- Hyllested Kirke hos KortTilKirken.dk
- Kirkens beskrivelse i Trap – Kongeriget Danmark, 3. udgave 4. bind, s. 983 hos Projekt Runeberg